# Makoto Uezu
Makoto Uezu (上江洲 誠 Uezu Makoto?) es un guionista de anime japonés.

## Historia
A Makoto Uezu le gustaba el anime y los juegos desde que era niño, y también solía programar juegos en su computadora. Debido a que no le gustaba estudiar, sus calificaciones en la escuela secundaria y preparatoria no fueron buenas, y estaba preocupado por su futuro en la escuela secundaria, por lo que ingresó al Departamento de Artes Visuales de la Facultad de Arte de la Universidad de Artes de Osaka, donde la prueba de recomendación fue solo de habilidades prácticas. En ese momento quería probar suerte creando cosas, pero no tenía ninguna intención de convertirse en guionista. Studio Orpheus lo contrató después de ver que estaba escribiendo reseñas de películas y libros con la intención de montar un sitio web y que alguien lo leyera, y tras abandonar la universidad, debutó como guionista en 2002. Se independizó y comenzó a trabajar como autónomo en 2004. Uezu dijo que fue en 2006, cuando estaba trabajando en el guion de Utawarerumono, que sintió que podía considerarse un guionista profesional.

## Filmografía

### Series de televisión
| Año  | Título                                        | Estudio              | Funciones                                                                | Ref(s)               |
| ---- | --------------------------------------------- | -------------------- | ------------------------------------------------------------------------ | -------------------- |
| 2002 | Rikujō Bōei-tai Mao-chan                      | Xebec                | Guionista (#18, 21)                                                      | [ 2 ]                |
| 2003 | Binzume Yōsei                                 | Xebec                | Guionista (#3, 7, 11)                                                    | [ 3 ]                |
| 2003 | Maburaho                                      | J.C.Staff            | Guionista (#6, 20)                                                       | [ 4 ]                |
| 2004 | Yumeria                                       | Studio Deen          | Composición de la serie Guionista (#2-3, 5-6, 8, 10-12)                  | [ 5 ]                |
| 2005 | Amaenaide yo!!                                | Studio Deen          | Composición de la serie Guionista (#1-2, 5, 8-9, 12)                     | [ 6 ]                |
| 2006 | Amaenaide yo!! Katsu!!                        | Studio Deen          | Composición de la serie Guionista (#1-2, 5-6, 11-12)                     | [ 7 ]                |
| 2006 | Utawarerumono                                 | OLM                  | Composición de la serie Guionista (#1-5, 12-13, 17, 23-26)               | [ 8 ]                |
| 2006 | Aa! Megami-sama! Sorezore no Tsubasa          | AIC                  | Guionista (#9, 12, 19, 21)                                               | [ 9 ]                |
| 2006 | Lovedol: Lovely Idol                          | AIC ASTA TNK         | Guionista (#13)                                                          | [ 10 ]               |
| 2007 | Seto no Hanayome                              | Gonzo AIC            | Composición de la serie Guionista (#1-4, 7-8, 11-12, 17-18, 20, 26)      | [ 11 ]               |
| 2007 | Sola                                          | Nomad                | Guionista (#3, 8, 14)                                                    | [ 12 ]               |
| 2007 | School Days                                   | TNK                  | Composición de la serie Guionista (#1, 5, 9-12)                          | [ 13 ]               |
| 2008 | Akaneiro ni Somaru Saka                       | TNK                  | Composición de la serie Guionista (#1, 5-6, 10, 12)                      | [ 14 ]               |
| 2008 | Tentai Senshi Sunred                          | AIC ASTA             | Composición de la serie Guionista (#1-2, 5-6, 9-10, 13-14, 19-20, 23-26) | [ 15 ]               |
| 2009 | Tayutama: Kiss on my Deity                    | Silver Link          | Composición de la serie Guionista (#1-2, 12)                             | [ 16 ]               |
| 2009 | Tentai Senshi Sunred 2nd Season               | AIC ASTA             | Composición de la serie Guionista (#1, 13, 26)                           | [ 17 ]               |
| 2010 | Seikon no Qwaser                              | Hoods Entertainment  | Composición de la serie Guionista (#1-4, 6, 11-12, 17, 20, 23-24)        | [ 18 ]               |
| 2010 | Katanagatari                                  | White Fox            | Composición de la serie Guionista (#1-2, 5, 7, 11-12)                    | [ 19 ]               |
| 2011 | Kore wa Zombie Desu ka?                       | Studio Deen          | Composición de la serie Guionista (#1-3, 6, 12, 13b)                     | [ 20 ]               |
| 2011 | Seikon no Qwaser II                           | Hoods Entertainment  | Composición de la serie Guionista (#1, 4-6, 8, 12)                       | [ 21 ]               |
| 2011 | Kamisama Dolls                                | Brain's Base         | Composición de la serie Guionista (#1-13)                                | [ 22 ]               |
| 2012 | Uchū Kyōdai                                   | A-1 Pictures         | Composición de la serie Guionista (#1-3, 8, 18) Edición de guion         | [ 23 ]               |
| 2012 | Kore wa Zombie Desu ka? of the Dead           | Studio Deen          | Composición de la serie Guionista (#1, 4, 8, 10)                         | [ 24 ]               |
| 2012 | Jinrui wa Suitai Shimashita                   | AIC ASTA             | Composición de la serie Guionista (#1-2, 10-12)                          | [ 25 ]               |
| 2013 | Devil Survivor 2 The Animation                | Bridge               | Composición de la serie Guionista (#1-13)                                | [ 26 ]               |
| 2013 | Danganronpa: The Animation                    | Lerche               | Composición de la serie Guionista (#1-3)                                 | [ 27 ]               |
| 2013 | Aoki Hagane no Arpeggio: Ars Nova             | Sanzigen             | Composición de la serie Guionista (#1, 7, 12)                            | [ 28 ]               |
| 2014 | D-Frag!                                       | Brain's Base         | Composición de la serie Guionista (#1, 3-4, 8, 12)                       | [ 29 ]               |
| 2014 | Akame ga Kill!                                | White Fox            | Composición de la serie Guionista (#1-5, 7-8, 14, 18-19, 22-24)          | [ 30 ]               |
| 2014 | Yūki Yūna wa Yūsha de Aru                     | Studio Gokumi        | Composición de la serie Guionista (#1, 3, 12)                            | [ 31 ]               |
| 2015 | Ansatsu Kyōshitsu                             | Lerche               | Composición de la serie Guionista (#1-22)                                | [ 32 ] [ 33 ]        |
| 2015 | Arslan Senki                                  | Sanzigen Liden Films | Composición de la serie Guionista (#1-3)                                 | [ 34 ]               |
| 2015 | Ranpo Kitan: Game of Laplace                  | Lerche               | Composición de la serie Guionista (#1-2, 6, 11)                          | [ 35 ]               |
| 2015 | Wooser no Sono Higurashi: Mugen-hen           | Sanzigen             | Guionista (#6)                                                           | [ 36 ]               |
| 2016 | Ansatsu Kyōshitsu Second/FINAL Season         | Lerche               | Composición de la serie Guionista (#1-25)                                | [ 37 ]               |
| 2016 | Kono Subarashii Sekai ni Shukufuku wo!        | Studio Deen          | Composición de la serie Guionista (#1)                                   | [ 38 ]               |
| 2016 | Arslan Senki: Fūjin Ranbu                     | Liden Films          | Composición de la serie Guionista (#1-3, 7-8)                            | [ 39 ]               |
| 2017 | Kono Subarashii Sekai ni Shukufuku wo! 2      | Studio Deen          | Composición de la serie Guionista (#1-3, 9-10)                           | [ 40 ]               |
| 2017 | Kuzu no Honkai                                | Lerche               | Composición de la serie Guionista (#1-12)                                | [ 41 ]               |
| 2017 | Boruto: Naruto Next Generations               | Pierrot              | Composición de la serie (#1-66) Guionista (#1-3, 14, 25, 28, 53-54, 65)  | [ 42 ]               |
| 2017 | Yūki Yūna wa Yūsha de Aru: Washio Sumi no Shō | Studio Gokumi        | Composición de la serie Guionista (#1, 5-6)                              | [ 43 ]               |
| 2018 | Radiant                                       | Lerche               | Composición de la serie Guionista (#1, 4, 10, 17, 21)                    | [ 44 ]               |
| 2018 | Radiant 2nd Season                            | Lerche               | Composición de la serie Guionista (#1, 12, 15, 18-21)                    | [ 45 ]               |
| 2020 | Kūtei Dragons                                 | Polygon Pictures     | Composición de la serie Guionista (#1-12)                                | [ 46 ]               |
| 2021 | Yūki Yūna wa Yūsha de Aru: Dai Mankai no Shō  | Studio Gokumi        | Composición de la serie Guionista (#1-8, 10-12)                          | [ 47 ]               |
| 2021 | Gyakuten Sekai no Denchi Shōjo                | Lerche               | Composición de la serie                                                  | [ 48 ]               |
| 2022 | Cool Doji Danshi                              | Pierrot              | Composición de la serie Guionista (#1, 5, 7, 13, 17, 19, 24)             | [ 49 ]               |
| 2023 | Kono Subarashii Sekai ni Bakuen wo!           | Drive                | Composición de la serie Guionista (#1, 5, 8, 12)                         | [ 50 ]               |
| 2024 | Kono Subarashii Sekai ni Shukufuku wo! 3      | Drive                | Composición de la serie Guionista (#2, 4, 6, 8, 10)                      | [ 51 ] [ 52 ] [ 53 ] |
| 2025 | Necronomico no Cosmic Horror Show             | Studio Gokumi        | Historia original Composición de la serie                                | [ 54 ]               |

### Películas
| Año  | Título                                                         | Estudio       | Funciones               | Ref(s) |
| ---- | -------------------------------------------------------------- | ------------- | ----------------------- | ------ |
| 2013 | Aura: Maryūinkōga Saigo no Tatakai                             | AIC ASTA      | Composición de la serie | [ 55 ] |
| 2015 | Aoki Hagane no Arpeggio: Ars Nova Movie 1 - DC                 | Sanzigen      | Guionista               | [ 56 ] |
| 2015 | Aoki Hagane no Arpeggio: Ars Nova Movie 2 - Cadenza            | Sanzigen      | Guionista               | [ 56 ] |
| 2016 | Ansatsu Kyōshitsu: 365-nichi no Jikan                          | Lerche        | Guionista               | [ 57 ] |
| 2017 | Yūki Yūna wa Yūsha de Aru: Washio Sumi no Shō 1 - Tomodachi    | Studio Gokumi | Guionista               | [ 58 ] |
| 2018 | Nanatsu no Taizai: Tenkū no Torawarebito                       | A-1 Pictures  | Guionista               | [ 59 ] |
| 2019 | Laidbackers                                                    | Studio Gokumi | Guionista               | [ 60 ] |
| 2019 | Kono Subarashii Sekai ni Shukufuku wo! Movie: Kurenai Densetsu | J.C.Staff     | Guionista               | [ 61 ] |

### ONAs
| Año  | Título                        | Estudio                       | Funciones                                                               | Ref(s) |
| ---- | ----------------------------- | ----------------------------- | ----------------------------------------------------------------------- | ------ |
| 2016 | Koro-sensei Quest!            | Lerche                        | Composición de la serie Guionista                                       | [ 62 ] |
| 2019 | Kengan Ashura                 | Larx Entertainment            | Composición de la serie Guionista (#1, 3, 5-7, 9, 12-14, 17, 19, 23-24) | [ 63 ] |
| 2020 | Hallelujah: Unmei no Sentaku  | Yokohama Animation Laboratory | Guionista                                                               | [ 64 ] |
| 2024 | Kengan Ashura Season 2        | Larx Entertainment            | Composición de la serie                                                 | [ 65 ] |
| 2024 | Kengan Ashura Season 2 Part 2 | Larx Entertainment            | Composición de la serie                                                 | [ 66 ] |

### OVAs
| Año  | Título                                       | Estudio             | Funciones                                               | Ref(s)        |
| ---- | -------------------------------------------- | ------------------- | ------------------------------------------------------- | ------------- |
| 2008 | School Days: Valentine Days                  | TNK                 | Composición de la serie Guionista                       | [ 67 ]        |
| 2008 | School Days: Magical Heart Kokoro-chan       | TNK                 | Composición de la serie Guionista                       | [ 68 ]        |
| 2008 | Quiz Magic Academy: The Original Animation   | AIC PLUS+           | Guionista                                               | [ 69 ]        |
| 2008 | Seto no Hanayome OVA                         | Gonzo AIC           | Composición de la serie Guionista                       | [ 70 ]        |
| 2010 | Quiz Magic Academy: The Original Animation 2 | AIC PLUS+           | Guionista Supervisión de guion                          | [ 71 ]        |
| 2010 | Seikon no Qwaser: Jotei no Shōzō             | Hoods Entertainment | Composición de la serie                                 | [ 70 ]        |
| 2011 | Kore wa Zombie Desu ka? OVA                  | Studio Deen         | Guionista                                               | [ 70 ]        |
| 2011 | Carnival Phantasm                            | Lerche              | Composición de la serie Guionista (#1-13, 14b, 14c, 15) | [ 72 ]        |
| 2011 | Eiyū Densetsu: Sora no Kiseki The Animation  | Kinema Citrus       | Composición de la serie Guionista                       | [ 73 ] [ 74 ] |
| 2011 | Fate/Prototype                               | Lerche              | Guionista                                               | [ 75 ]        |
| 2020 | Fate/Grand Carnival                          | Lerche              | Composición de la serie Guionista                       | [ 76 ]        |

### Especiales
| Año  | Título                            | Estudio | Funciones               | Ref(s) |
| ---- | --------------------------------- | ------- | ----------------------- | ------ |
| 2006 | Utawarerumono Recaps              | OLM     | Guionista               | [ 70 ] |
| 2007 | Sola Specials                     | Nomad   | Guionista (#1)          | [ 70 ] |
| 2009 | Akaneiro ni Somaru Saka: Hardcore | TNK     | Composición de la serie | [ 77 ] |

## Trabajos citados
- «Volumen complementario 27». Maki Kosugi, Yukihiko Yamada, Mana Yoshida “Trabajando en la industria del anime” (en japonés). Naruwa BOOKS. 2021. ISBN 978-4-831516008.